# Roman Felsztyn
Roman Felsztyn, właśc. Feldstein (ur. 4 listopada 1901, zm. 19 kwietnia 1919 w Obroszynie)  – polski gimnazjalista, Orlę Lwowskie, plutonowy piechoty Wojska Polskiego.

## Życiorys
Urodził się 4 listopada 1901 w rodzinie żydowskiej Feldsteinów, usposobionej patriotycznie dla sprawy polskiej. Był najmłodszym synem inż. Hermana Władysława (1864-1935, przemysłowiec, dziennikarz, założyciel banku Kupieckiego, organizacji Agudas Achim – Przymierze Braci, a wraz z Rogerem Battaglią „Gazety Porannej i Wieczornej”) i Heleny z domu Nossig (1860-1925, właścicielka pierwszej we Lwowie wytwórni tkanin i dywanów, działaczka niepodległościowa). Miał siostrę Łucję i brata Tadeusza (1897-1963, od 1920 pod nazwiskiem Felsztyn). Wraz z rodziną zamieszkiwał w domu przy ulicy Herburtów 7. Był gimnazjalistą, uczył się w C. K. Gimnazjum VIII we Lwowie, latem 1918 przygotowywał się do poprawek.
Podczas I wojny światowej usiłował wstąpić do służby w Legionach Polskich, jednak z uwagi na zbyt młody wiek (14 lat) nie został przyjęty. W związku z tym przystąpił do organizacji „Związek Wolności” oraz do Polskiej Organizacji Wojskowej, w której działał wraz ze swoim kolegą szkolnym, Henrykiem Piątkowskim i organizował zebrania w domu rodzinnym. W VIII Gimnazjum jako pierwszy zorganizował „dziesiątkę” oraz tworzył kółka samokształceniowe. U kresu wojny, mając wówczas niespełna 17 lat, uczestniczył w obronie Lwowa podczas wojny polsko-ukraińskiej. 1 listopada 1918 zgłosił się ochotniczo do załogi w Szkole Sienkiewicza, w której służył jego brat Tadeusz. W domu Feldsteinów podczas walk działał punkt opatrunkowy i odpoczynkowy dla walczących oraz prowizoryczny lazaret. Roman Felsztyn uczestniczył w walkach pod Cytadelą, Pocztą, pod Dublanami i na Persenkówce.
Po oswobodzeniu miasta przez Polaków, wobec przejścia batalionu kpt. Zdzisława Trześniowskiego do odwodu, chciał nadal brać udział w walkach i dlatego samowolnie przyłączył się do batalionu por. Bernarda Monda. W szeregach tej jednostki walczył w oddziale karabinów maszynowych i został awansowany na plutonowego. W karabinach maszynowych walczył pod Wrocowem, Karaczynowem, Bartatowem. Będąc już instruktorem w zakresie karabinów maszynowych, za sprawą brata Tadeusza został przydzielony przez gen. Tadeusza Rozwadowskiego do „batalionu radomskiego” (sformowanego z ochotników pochodzących z Radomia), wskutek czego był ujęty w karcie dezercyjnej przez por. Monda. Na przełomie zimy i wiosny 1919 zachorował na nerki, w związku z czym trafił do szpitala. 18 kwietnia 1919 przybył do batalionu z wnioskiem o dwutygodniowy urlop zdrowotny, jednak wobec zbliżających się walk – namówiony przez brata Tadeusza – pozostał w jego szeregach. Nazajutrz, 19 kwietnia 1919 przystąpił do walk w bitwie, ruszając z karabinem maszynowym do nacierającej pierwszej kompanii. Wówczas poległ w Obroszynie trafiony w serce.
Został pochowany na Cmentarzu Obrońców Lwowa (kwatera VIII, miejsce 522). Rodzice braci Felsztynów przebywali w Warszawie w chwili śmierci Romana i powrócili do Lwowa już po jego pogrzebie. Matka, Helena Felsztynowa (w 1931 odznaczona pośmiertnie Medalem Niepodległości) tak podsumowała żołnierską śmierć Romana:

Trudno, tak go przecież wychowałam, aby Polskę kochał nade wszystko.

Od 1916 do końca życia pisał skrycie wiersze, ostatni stworzył na cztery dni przed śmiercią, 15 kwietnia 1919. Pośmiertnie jego liryki w liczbie 32 zostały wydane przez matkę w zbiorze poezji pt. Pójdźcie za mną. 

## Ordery i odznaczenia
- Krzyż Niepodległości – pośmiertnie 7 lipca 1931 za pracę w dziele odzyskania niepodległości[17]
- Krzyż Walecznych po raz pierwszy za służbę w POW w b. zaborze austriackim i b. okupacji austriackiej[18]